# Segovci
Segovci so naselje v Občini Apače.